# Agnara delvecchioi
Agnara delvecchioi là một loài chân đều trong họ Agnaridae. Loài này được Arcangeli miêu tả khoa học năm 1927.